# Морра-Де-Санктіс
Морра-Де-Санктіс (італ. Morra De Sanctis) — муніципалітет в Італії, у регіоні Кампанія, провінція Авелліно.
Морра-Де-Санктіс розташована на відстані близько 260 км на південний схід від Рима, 85 км на схід від Неаполя, 39 км на схід від Авелліно.
Населення — 1308 осіб (2014).
Щорічний фестиваль відбувається 23 серпня. Покровитель — святий Рох.

## Демографія
Населення за роками:

Станом на 1 січня 2023 року в муніципалітеті офіційно проживало 19 іноземців з 9 країн, серед них 8 громадян країн Євросоюзу та 7 громадян України.

## Сусідні муніципалітети
- Андретта
- Конца-делла-Кампанія
- Гуардія-Ломбарді
- Ліоні
- Сант'Анджело-дей-Ломбарді
- Теора